# Johann Baptist Pischek
Johann Baptist Pischek   (Mšeno, 11 d'octubre de 1814 - Sigmaringen, 16 de febrer de 1873) va ser un cantant d'òpera bohèmia a la Cort Teatral de Württemberg.
Johann Pischek era fill de l'alcalde de Micscheno. Va estudiar primer dret a la Universitat de Praga abans de passar als escenaris. La seva primera aparició va ser un fracàs, de manera que va haver de viure amb ingressos pobres com a professor de piano. El seu pare no va rebre cap suport perquè va rebutjar la professió artística. No obstant això, Pischek va practicar el cant amb molta il·lusió i també va fer estudis musicals generals. Des de 1838 va treballar al Stadttheater de Brno, i des de 1839 al "Theatre an der Wien" i a Bratislava amb un èxit creixent. En 1840, va concursar ser per primer baríton al Teatre de la ciutat a Frankfurt. Quatre anys més tard, va obtenir una posició permanent com a cantant de cambra reial al teatre de la cort de Stuttgart. Durant el seu treball, l'Òpera de Stuttgart va viure un fort moment. Segons el contracte, Pischek tenia quatre mesos de vacances cada any, de manera que podia utilitzar aquest temps per fer gires. Així que va actuar repetidament a Viena i anà amb el seu company Wilhelm Kuhe a Londres com a cantant d'òpera i cançó i va tenir molt èxit. Es va retirar el 1864 i va morir el 1873 en una visita la seva filla a Sigmaringen. En les seves classes de cant tingué entre els seus alumnes a Franz Ditt Va ser enterrat a Stuttgart a la "Fangelsbachfriedhof".
El seu fill Johann von Pischek va ser ministre de l'Interior del Regne de Württemberg del 1893 al 1912.